# Vectran

Chemická struktura kopolymeru HBA/HNA

Vectran je obchodní značka textilních vláken z aromatických polymerů na bázi kapalných krystalů (LCP).
Název Vectran se také používá jako souhrnné označení pro LCP vlákna (až do roku 2024 jediné komerčně vyráběné vlákno tohoto druhu).
Vectran vyrábí od roku 1991 japonská firma Kuraray. Je pokládán za výrobek druhé generace ve vývoji vláken LCP, pro kterou jsou výchozí surovinou termotropické polymery. (K první generaci se počítají aramidy jako např. Kevlar a Twaron vyráběné z lyotropických polymerů).
Výrobní kapacita vectranu se ve 2. dekádě 21. století udávala s 1000 tunami ročně, prodejní cena se ve 3. dekádě (do 2024) pohybovala od 7 do 12,50 €/kg.

## Způsob výroby
Aromatický (ko)polymer se tvoří samokondenzací z HBA (p-Hydroxy Benzoic Acid) a HNA (6-hydroxy naphtoic acid). Polymer se zvlákňuje tavením za působení smykového tlaku. Vlákno (s vysokou orientací molekulového řetězce) se potom zahřívá v inertním ovzduší, při čemž se odstraňují nežádoucí příměsi a značně zvyšuje pevnost materiálu.  Dloužení není možné, proto musí tvar a rozměry zvlákňovacích trysek odpovídat finální jemnosti vlákna.
Konečný výrobek je nejčastěji multifilament (s elementárními vlákny 6-8 dtex) ve variantách:
vysoce pevný (HT) a s vysokým modulem pružnosti (HU)
Dodává se však také stříž na přízi 33 a 50 tex a sekaný (chopped) na 1, 3 a 6 mm na zpevnění kompozitů a monofilní příze (33 dtex).

## Vlastnosti
Vectran zčásti konkuruje se svými vlastnostmi aramiddovým, HMPE (dyneema, spectra) a PBO  (zylon (PBO)) vláknům v použití pro speciální účely. 
- V následující tabulce jsou porovnány některé fyzikální vlastnosti vectranu a para-aramidů:[4]

| Vlastnosti              | Vectran | Vectran | Para-aramidy | Para-aramidy |
| Vlastnosti              | HT      | HU      | HT           | HU           |
| ----------------------- | ------- | ------- | ------------ | ------------ |
| Vlákno: hustota (g/cm3) | 1,41    | 1,40    | 1,44         | 1,44         |
| rozklad (°C)            | >400    | >400    | >400         | >400         |
| LOI                     | 28      | 30      | 30           | 30           |
| Příze: jemnost (tex/f)  | 167/300 | 167/200 | 167/1000     | 167/1000     |
| pevnost (cN/dtex)       | 24,2    | 21,5    | 20,3         | 20,8         |
| tažnost (%)             | 4,0     | 2,8     | 3,6          | 2,4          |
| Youngův modul (cN/dtex) | 530     | 740     | 490          | 781          |

- Účinek některých chemikálií na vectran a aramidy je vyjádřen v % zbývající pevnosti vlákna po jejich působení - viz tabulka vpravo
- Vectranové příze snáší oděr 22 kilocyklů, HMPE 24, aramidové 8 cyklů
- Ohybový test (počet kiloohybů do přeržení) vykazuje: vectran 115, aramid 41, zylon (PBO) 24
- Odolnost proti pořezání příze: Oproti 100 % u vectranu dosahují aramidy 73 % a (konvenční) polyestery 4 %[3]
- Vectran má téměř nulovou navlhavost, vysokou odolnost proti deformaci (teplem a tlakem) a proti nárazům.[7]
- Následující tabulka ukazuje účinek některých chemikálií na vectran a aramidy:

| Chemikálie | Vectran (%) | Aramidy (%) |
| ---------- | ----------- | ----------- |
| H2SO4      | 96          | 40          |
| HNO3       | 95          | 23          |
| aceton     | 99          | 99          |
| NH4OH      | 35          | 95          |

## Použití
Ve 2. dekádě 21. století uváděla firma Kuraray použití Vectranu následovně:
30 % elektronika, 25 % lana a provazy, 15 % rybářské a jiné sítě, 25 % ostatní sektory.
Zvláštní případy použití byly např. airbagy pro raketu k Marsu, obaly nádrží na tekutý plyn, kotevní lana k naftovým těžním věžím.